# Dzień „M”
Dzień „M” (ros. День «М») – książka autorstwa Wiktora Suworowa z 1996 roku. Utwór jest kontynuacją Lodołamacza z 1987 roku.
Autor kontynuuje w książce wątki z poprzedniej części, w której przedstawił tezę, iż ZSRR planował atak na Europę opanowaną przez nazistowskie Niemcy, a Józef Stalin nie tylko nie prowadził polityki mającej odłożyć wojnę na późniejsze lata, a wręcz zaogniał wszelkie konflikty w Europie, by wywołały one wojnę pomiędzy europejskimi mocarstwami, która miała je osłabić na tyle, by Związek Radziecki mógł je bez problemu podbić. 
Kontynuacją tej książki są Ostatnia Republika i Ostatnia Defilada.